# Künefe

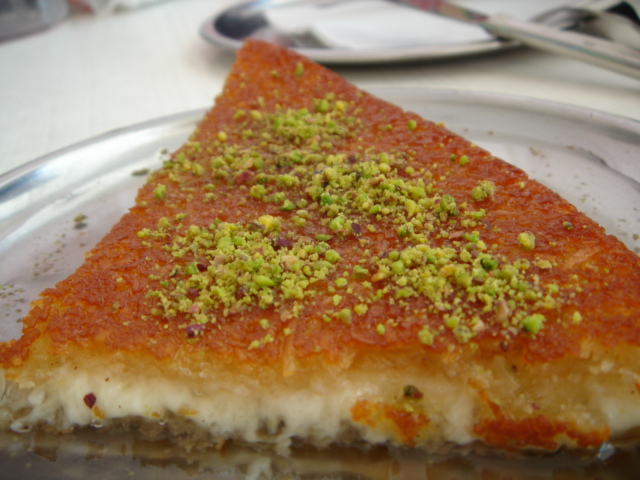
Künefe met gekruimelde pistachenoten

Künefe, Kanafeh, Kataifi of Engelenhaar (Arabisch: كُنافة) is een dessert uit het Midden-Oosten bestaande uit gebakken, boterig sliertjesdeeg, ‘kadayif’ genaamd, gevuld met kaas en overgoten met zoete siroop. Als alternatief is fijn griesmeel mogelijk. Verder wordt er vaak kajmak en/of verkruimelde pistachenoten aan toegevoegd, afhankelijk van de regio. Het is een populair dessert in Turkije (vooral in Hatay), in de Arabische Wereld (met name onder Palestijnen), in Iran, Azerbeidzjan, Griekenland en op het Balkanschiereiland.

## Wereldrecord
In 2017 werd in Antakya,Turkije de grootste künefe gemaakt. Het dessert was 78 meter lang en woog maar liefst 1550 kilogram. Het vorige record was een künefe van 75 meter lang en 1350 kilogram in de stad Nablus in 2009.